# Xanthoparmelia tuberculiformis
Xanthoparmelia tuberculiformis är en lavart som beskrevs av Kurok. Xanthoparmelia tuberculiformis ingår i släktet Xanthoparmelia och familjen Parmeliaceae.   Inga underarter finns listade i Catalogue of Life.